# Okresní dům (Kladno)
Okresní dům v Kladně stojí v ulici Gen. Klapálka, čp. 1641. Jeho budova je od roku 1954 sídlem Středočeské vědecké knihovny. Dům je chráněn jako kulturní památka.

## Architektonický návrh
Okresní dům v Kladně byl postaven v letech 1909–1910 podle vítězného návrhu Josefa Maříka, konkurenční návrh Karla Šidlíka byl na třetím místě. Na výsledné podobě budovy se podíleli oba architekti ale společně. Tento projekt byl jedním z prvních společných a první realizovaný. V roce 1911 společně zvítězili v soutěži na projekt Národního divadla v Brně, jejich návrh však nebyl realizován.
Josef Mařík projektoval v roce 1913 též budovu Městské spořitelny v Kladně (dnes Komerční banka).
Karel Šidlík byl rodákem z nedalekých Úhonic. Studoval na Uměleckoprůmyslové škole v Praze u Bedřicha Ohmanna a Jana Kotěry, poté na technice. Projektoval mj. rodinné vily v Unhošti a Nouzově. Se svým bratrem Václavem Šidlíkem, generálem a sochařem se zúčastnil soutěže na pomník Mistra Jana Husa na Staroměstském náměstí v Praze a jejich návrh získal druhou cenu. Karel Šidlík byl členem Spolku výtvarných umělců Mánes.

## Budova

### Vnější dispozice
Rozlehlý rohový zděný cihlový dům s dvěma nestejně velkými křídly svírajícími tupý úhel stojí na velmi rušné křižovatce ulic Gen. Klapálka a Dukelských hrdinů; obě části budovy (delší i kratší) zasahují do ulice Gen. Klapálka. Budova se secesními dekorativními prvky je hodnotnou stavbou postavenou kladenským stavitelem Antonínem Procházkou, který zvítězil v soutěži okresního zastupitelstva. Většina badatelů se shoduje, že budova je stylově čistá s různými vlivy secese, kterou lze řadit do moderny s náznaky rondokubismu. Objekt vcelku bizarní rozhodně upoutá.
Vnější průčelí domu je velmi rozmanité a členité, nároží domu je zdůrazněno vystupujícím hranolem s trojími dvoukřídlovými prosklenými dveřmi. Zdobená fasáda se secesními rostlinnými vzory a několika arkýři v prvním patře obou částí domu vrcholí dvěma mohutnými hrotitými štíty, každý se třemi eliptickými okny. V přízemí jsou vysoká okna rovná, v patře jsou okna s výjimkou oken dvou vikýřů zaklenuta převýšenými oblouky. Z vysoké strmé střechy vyrůstá nad vchodem malá šestiboká věžička.
Fasáda budovy je v patře mezi okny zdobena několika vzory rostlinných ornamentů, které se pravidelně střídají. Mezi okny arkýřů reliéfně vystupuje znak českého lva s královskou korunou nad jeho hlavou a s nápisem Regni Bohemia, u nohou lva je doplněn znak města Kladna. Přírodní motivy včetně českého lva jsou provedeny tmavší barvou než fasáda a tím výrazně vynikají.
Na budově lze pozorovat kontrasty, které byly záměrem architektů: barvy fasády (světlá a tmavá), materiály (plech a omítka) struktura štítu a střechy. Ve výsledku velmi působivě vyniká také kontrast věžičky a štítu.
Nad prostředními z trojích dřevěných dvoukřídlých prosklených dveří je umístěn mozaikový nápis Okresní dům ze zelených a bílých dlaždiček (budova byla postavena jako úřední budova samosprávných orgánů kladenského okresu pro zasedání okresního zastupitelstva a výboru).
Zvláštního efektu získává budova po setmění kontrastem tmy a vnitřního osvětlení, protože osvícenými okny působivě vynikají barevná vitrážová skla.

### Vnitřní dispozice
Do budovy se vchází prostředními z trojích dvoukřídlých dveří. Vstupní hala má šestiboký půdorys souměrný dle střední osy s nesymetrickým rozmístěním oken a dveří. Místnost je rozdělena, do vyšší části se vstupuje po třech schodech mírně zakřiveného tvaru ohraničenými dvěma hranolovitými žulovými sloupy, které jsou nahoře zakončeny lucernami ve tvaru kvádru se seříznutými hranami. Se stěnami jsou sloupy propojeny ozdobným kovovým zábradlím. Strop ve vstupní hale je plochý.
Ze vstupní haly se vstupuje širokými prosklenými dvoukřídlými ("lítacími") dveřmi do hlavní rozlehlé haly se schodištěm společné pro obě části budovy. V hale jsou čtvery (troje prosklené) dveře do přízemních místností. Hale dominuje zakřivené široké schodiště s ocelovým zdobeným zábradlím se dvěma kulatými žulovými sloupy vedoucí do prvního patra. Z haly se také schází po dvou schodech (opět s ozdobným kovovým zábradlím) k proskleným dveřím na zahradu a do sklepa. Hala nad schodištěm je osvětlena velkým zaklenutým oknem rozděleným dřevěnými rámy na šest nestejných dílů a v horní části s barevnými skly zalitými do olova (vitráže).
Kratší část chodby v prvním patře má půdorysně zvlněný okraj podlahy se stejně zdobeným zábradlím a po jeho stranách jsou malé sloupky s lucernami (původní se nezachovaly). Po stranách schodiště jsou na protilehlých stranách barevně prosklená oválná okénka, z nichž jedno vede do malé komory. V chodbě jsou čtvery dveře. Část chodby v delší části budovy s několika dveřmi je osvětleno dvěma podélnými okny umístěnými výše u stropu, zadní část dlouhé chodby je tmavá.
Dvoukřídlé dveře s nadsvětlíkem ve tvaru půlkruhového oblouku zaskleného bezbarvým a barevnými skly vedou z kratší chodby do hlavního zasedacího sálu (dnes studovna) zabírajícího téměř celé kratší křídlo budovy. Sál má zaklenutou eliptickou klenbu zdobenou třemi ornamentálními pásy se secesním vzorem. Na jedné straně sálu (jižní průčelí vedoucí do zahrady) je malé zvýšené pódium, k němuž po obou stranách vedou tři schody. Protilehlé stěny (kratší strany místnosti) mají velká zaklenutá okna v horní části s barevnými skly. Na severní straně do ulice je široký mělký arkýř. Mezi dveřmi do vedlejší menší místnosti (dnes též studovny) a dveřmi vedoucími do haly je výklenek obložený bílými kachlíky (dvě řady s modrým vzorem), v němž jsou zelenomodrá kachlová kamna (uvnitř s původními litinovými kamny) s kovovými dvířky.
Skleněné barevné vitráže na oknech a nad některými dveřmi jsou v celé budově žlutozelené s geometrickými vzory.
Na podlaze vstupní haly a všech chodeb je teraco.
Původní secesní svítidla z mosazi a skla se nedochovala, jsou známa jen z fotografií. Z vnitřního původního vybavení nábytkem se nezachovalo nic.

### Barva fasády
Barva fasády od poslední renovace koncem 90. let 20. století je temně žlutá až mírně nahnědlá, do roku 1996 měla světle zelenou barvou. Při opravě fasády v tomto roce technický dozor byl přesvědčen (seškrábáním až na cihly), že původní nejspodnější vrstva barvy byla světle nahnědlá. Podle zachované pohlednice z roku 1911 (vydal nakladatel, tiskař a knihkupectví Josef Šolc vdova) byla původní barva fasády nesporně ale světle zelená, což je barva užívaná v době, kdy budova byla stavěna v secesním slohu. Kromě pohlednice se v žádných pramenech o původní barvě nepíše.  

## Využití budovy
Po dokončení byla zahájena činnost samosprávných orgánů kladenského okresu (okresního zastupitelstva a výboru) v nové budově 6. června 1910. V přízemí Okresního domu byla umístěna kancelář okresního inženýra a okresního cestmistra. V prvním patře byl salón starosty, čekárna, kancelář okresního tajemníka, podatelna, úřadovna kancelisty a vykonavatele. V 1. poschodí největší místnost byla zasedací síň okresního výboru a zastupitelstva (mělo 36 členů). V budově současně také sídlila Okresní hospodářská záložna.
Okresní zastupitelstvo v budově zasedalo do roku 1945. V dalších letech byla budova využívána pro nejrůznější akce (především její zasedací místnost).
V roce 1954 byla do budovy přemístěna tehdejší Okresní knihovna (dnes Středočeská vědecká knihovna v Kladně), více než deset let zde sídlila také okresní prokuratura a pracoviště oblastního ústavu geodézie a kartografie. V domě byl i byt správce a domovníka. Zmíněné dvě instituce se v 70. letech 20. století postupně z budovy vystěhovaly, byt domovníka byl zrušen při stavbě dvorní přístavby začátkem 70. let 20. století.   

## Oprava a rekonstrukce
V průběhu let bylo prováděno postupně několik vnitřních oprav a úprav, z nichž některé byly dost nevhodné (vestavba dvoupodlažních kovových regálů ve většině místností 1. poschodí, zastavení dlouhé chodby 1. poschodí po celé délce skříněmi, necitlivá monumentální vestavba vstupní haly, zářivkové osvětlení).
Poslední generální rekonstrukce byla rozložena do delšího časového období, hlavní část probíhala v letech 2005-2006, při ní byly všechny vnitřní nevhodné stavební úpravy odstraněny. Zcela byla vybourána vestavba vstupní haly, z prvního poschodí byly odstraněny dvoupodlažní kovové skladové regály, aby vynikla kultivovanost budovy a celý prostor mohl být zpřístupněn uživatelům knihovny (volný výběr knih, studovny). Některé příčky mezi místnostmi byly vybourány a tím místnosti zvětšeny a zprůchodněny. Dlouhá chodba byla zkrácena přesunem dveří, čímž se točité schodiště na půdu octlo uvnitř posledních místností a současně se rozšířil počet místností pro knihy s volným výběrem. Všechna svítidla byla osazena novými (včetně osvícení původní zasedací místnosti). Opraveny a zrestaurovány byly barevné skleněné vitráže, opraveny dveře včetně vstupních, okna a okenní rámy. Všechna okna a okenní rámy a vstupní dveře byly osazeny opět dřevem ve světlé, přirozené barvě. Celá rekonstrukce a opravy byly prováděny pod přísným dohledem státní památkové péče a kladenského architekta Jana Červeného. Snahou bylo rovněž maximálně vrátit původní barevnost (stěny, stropy, nátěry dveří). Podle jediné zachované původní kliky byly vyrobeny repliky ke všem dveřím v budově. Všude byly odstraněny koberce nebo podlahové PVC, byly obnoveny původní parkety (pokud to bylo možno) nebo místnosti byly osazeny replikami podle původních. Opraveno bylo teraco na všech chodbách.

## Galerie

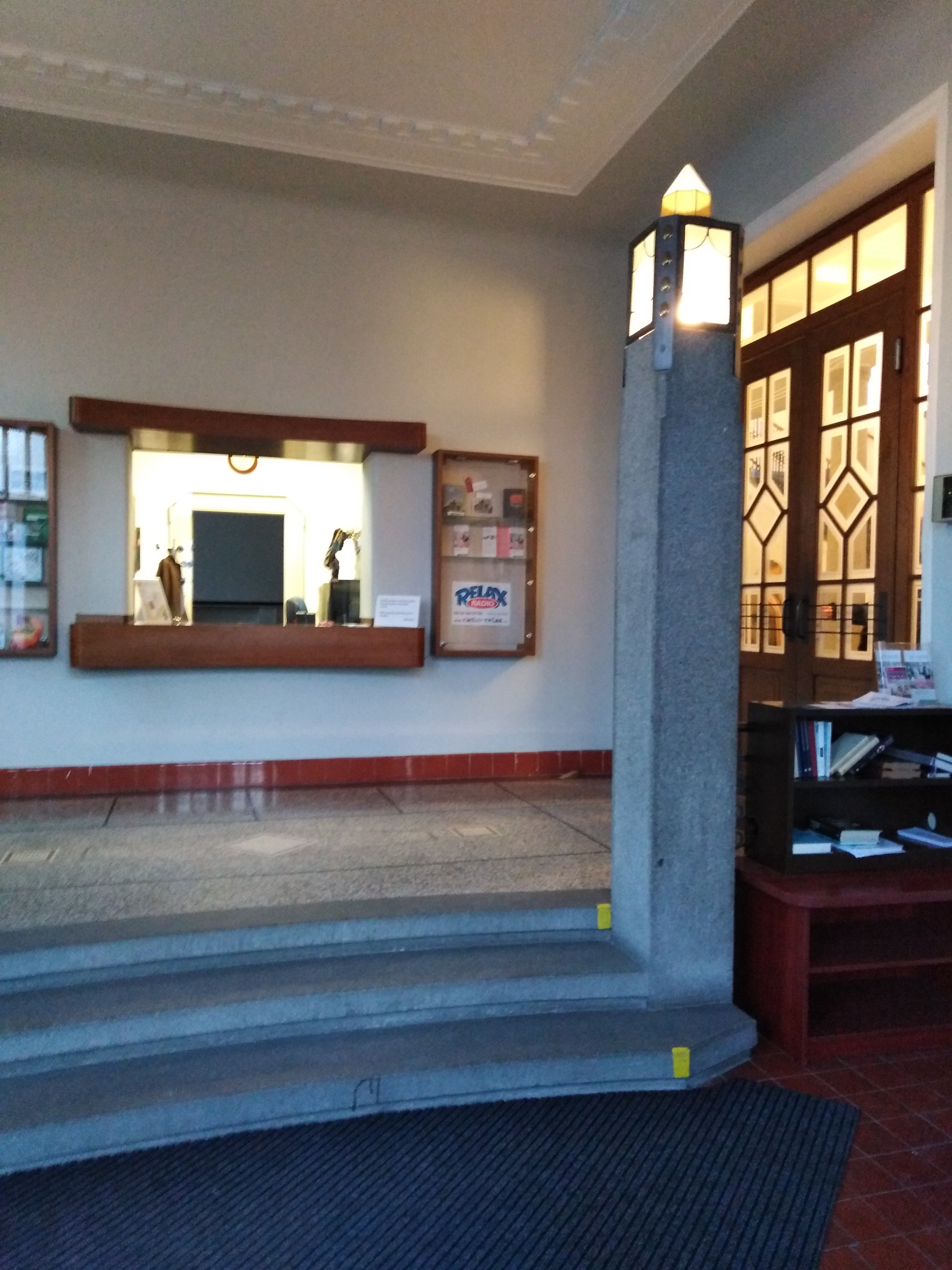
Vstupní hala
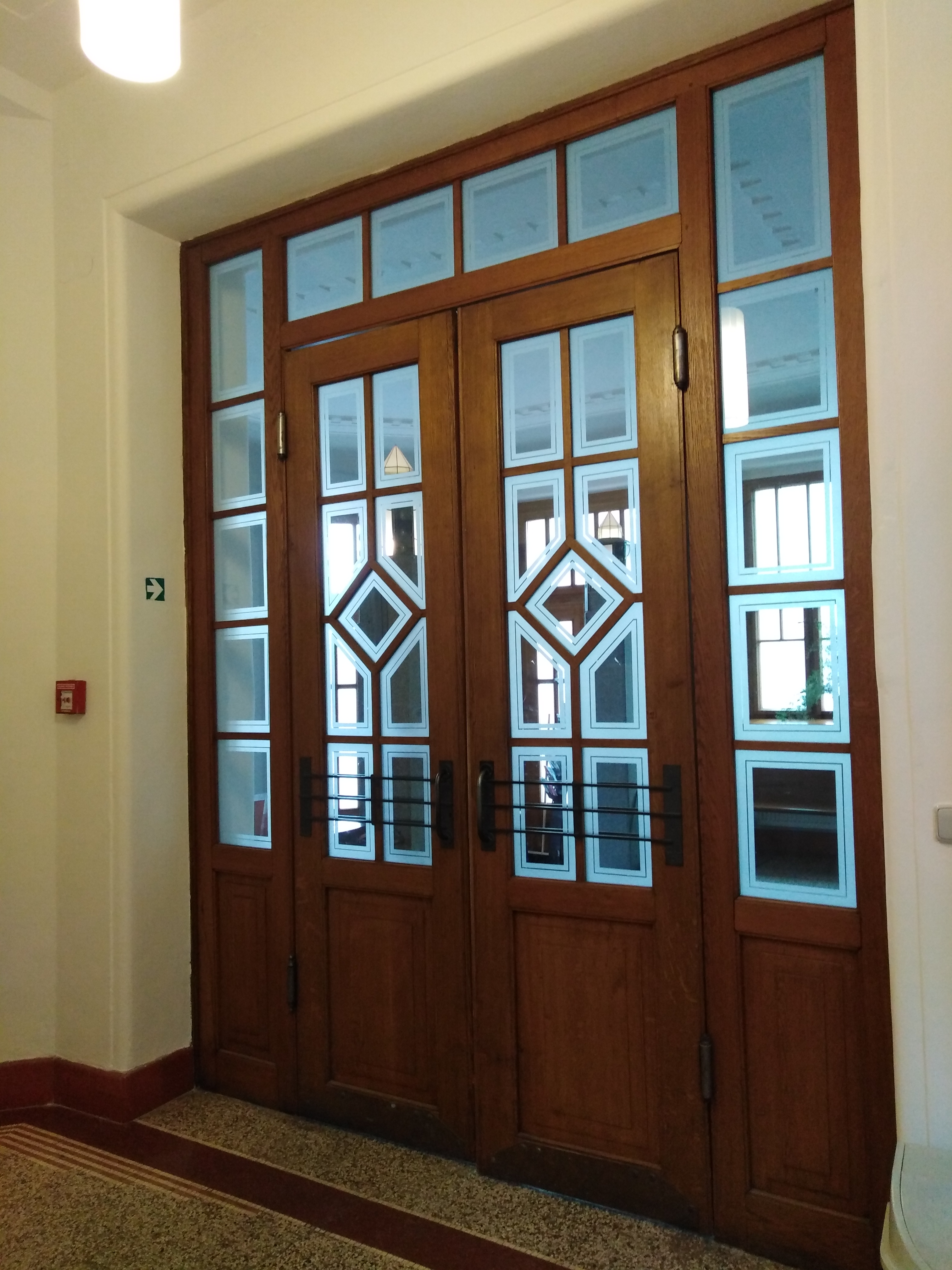
Skleněné dveře v přízemí mezi vstupní halou a halou se schodištěm
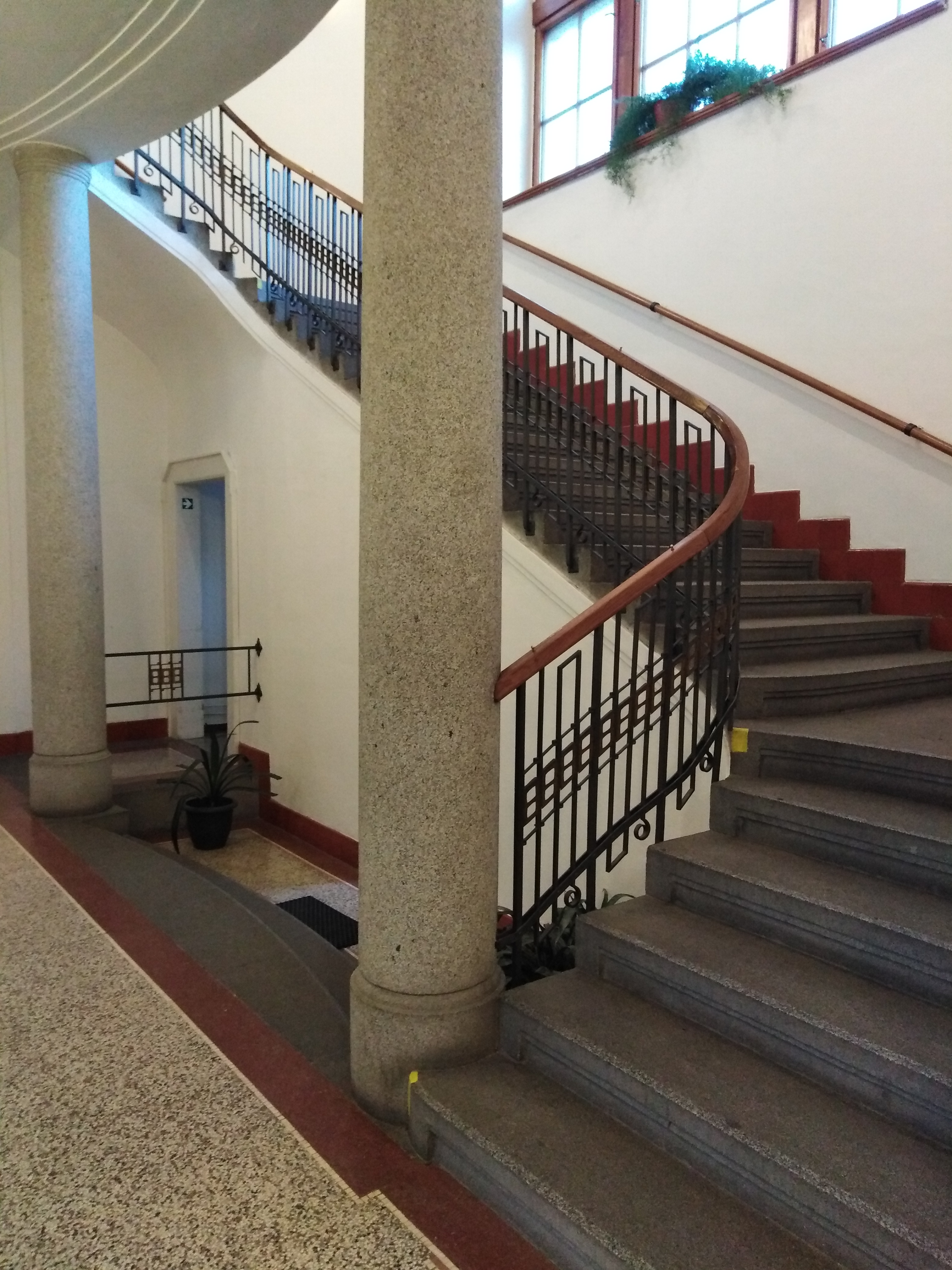
Schodiště se sloupy
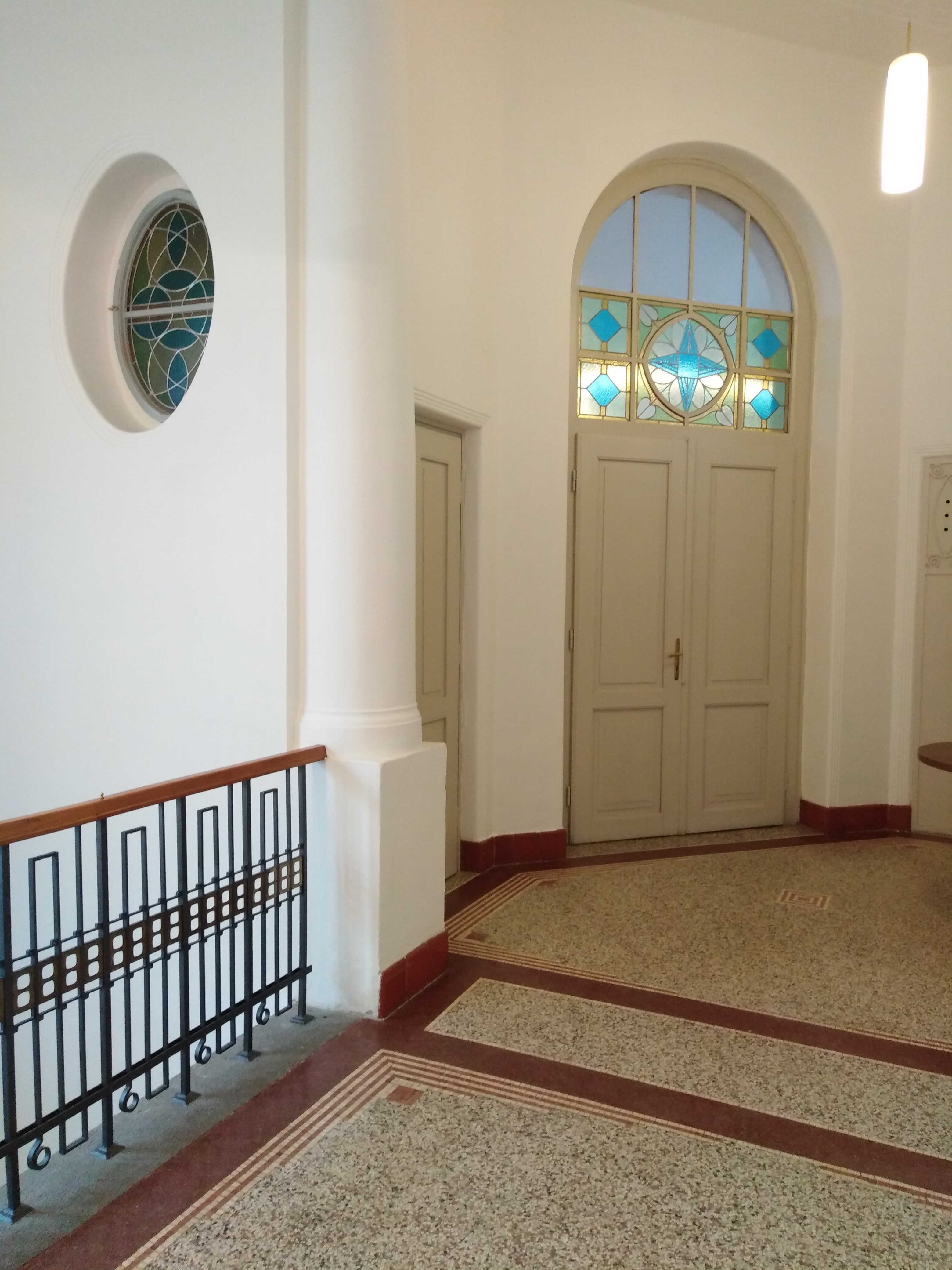
Hlavní vstup do studovny
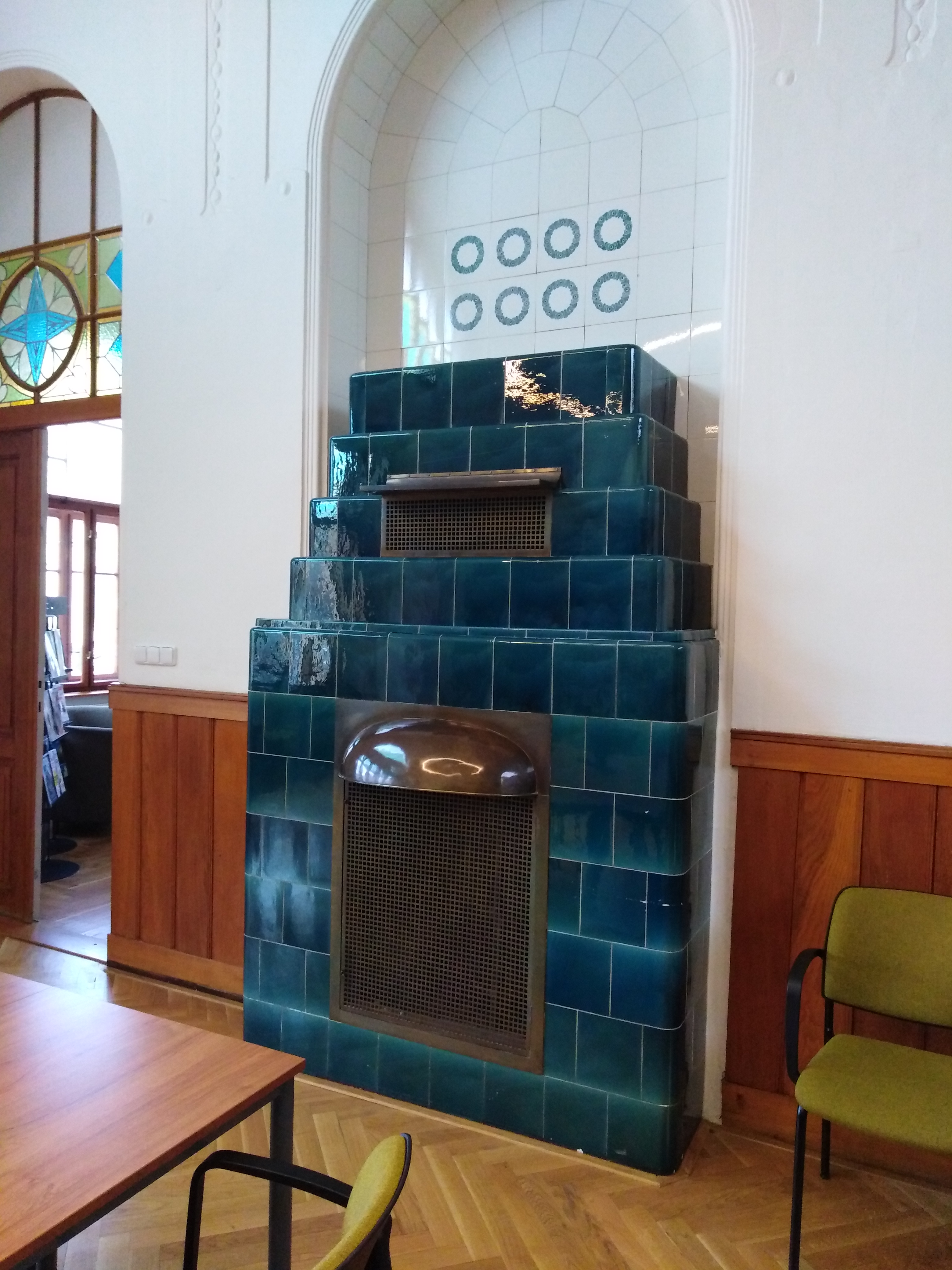
Krb ve studovně
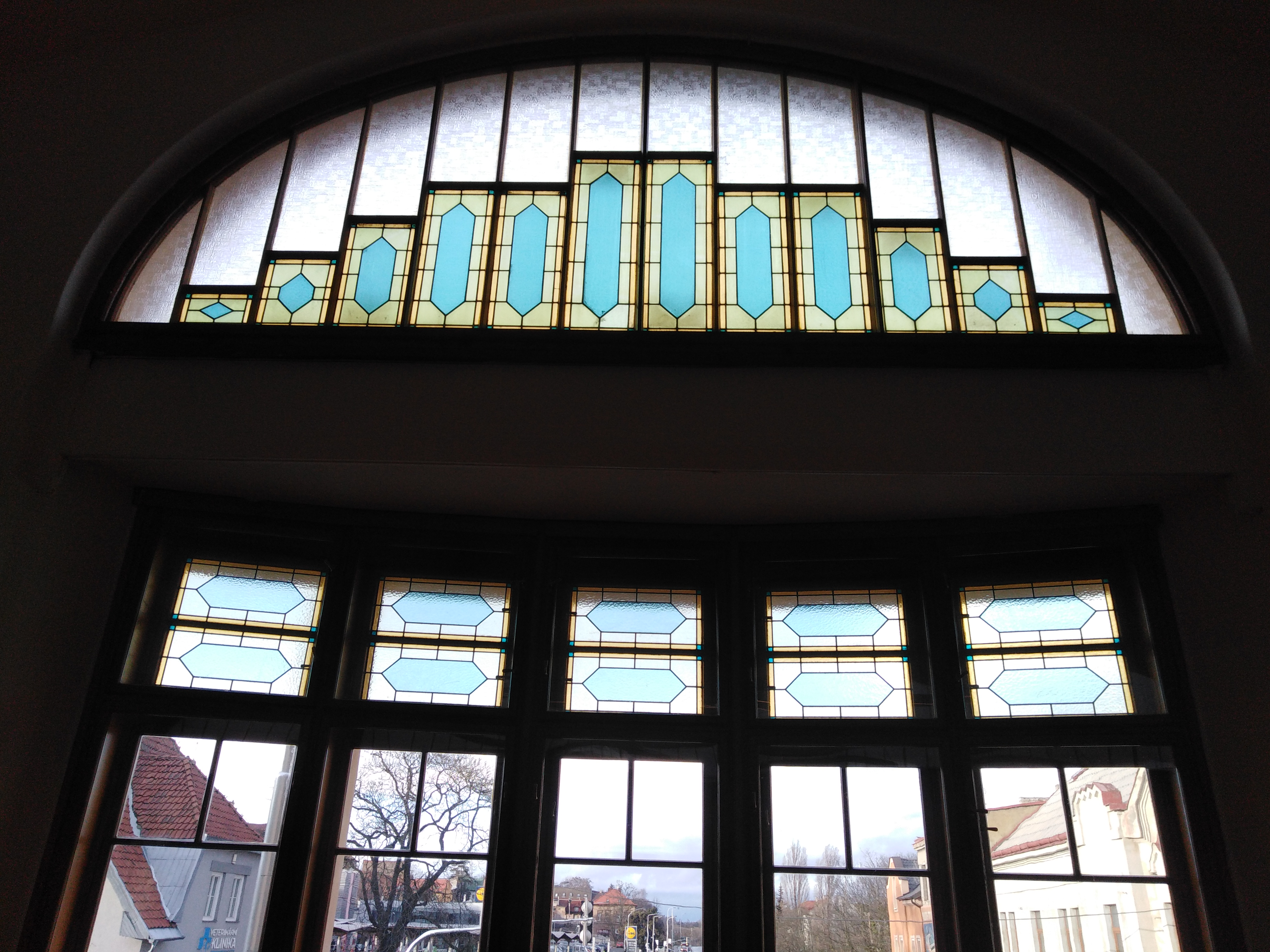
Okno s vitráží ve studovně